# 鴿石斛
鴿石斛（学名：Dendrobium crumenatum），又名木石斛，是蘭科石斛蘭屬的一种热带附生兰，广泛分布於台湾绿岛、东南亚和太平洋的各大岛屿。

## 特征

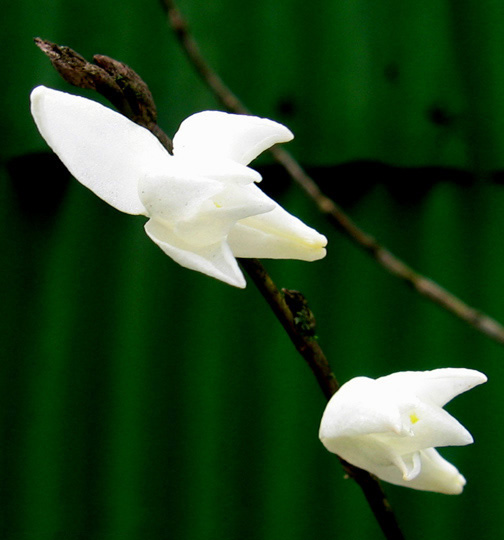
侧面观

鴿石斛会开出白色的花朵，花非常芬芳，唇盘为淡黄色。花开需由突然的降温引起，至少降温5.5℃才能使其开花，如雨後或其他人工条件都能办到。其花壽很短，只有2日。从侧面观察，鴿石斛的花很像飞翔的鸽子。在英文中，鸽子兰（dove orchid）与鴿石斛（pigeon orchid）由於英文名很相似，有时会混淆。

## 分布

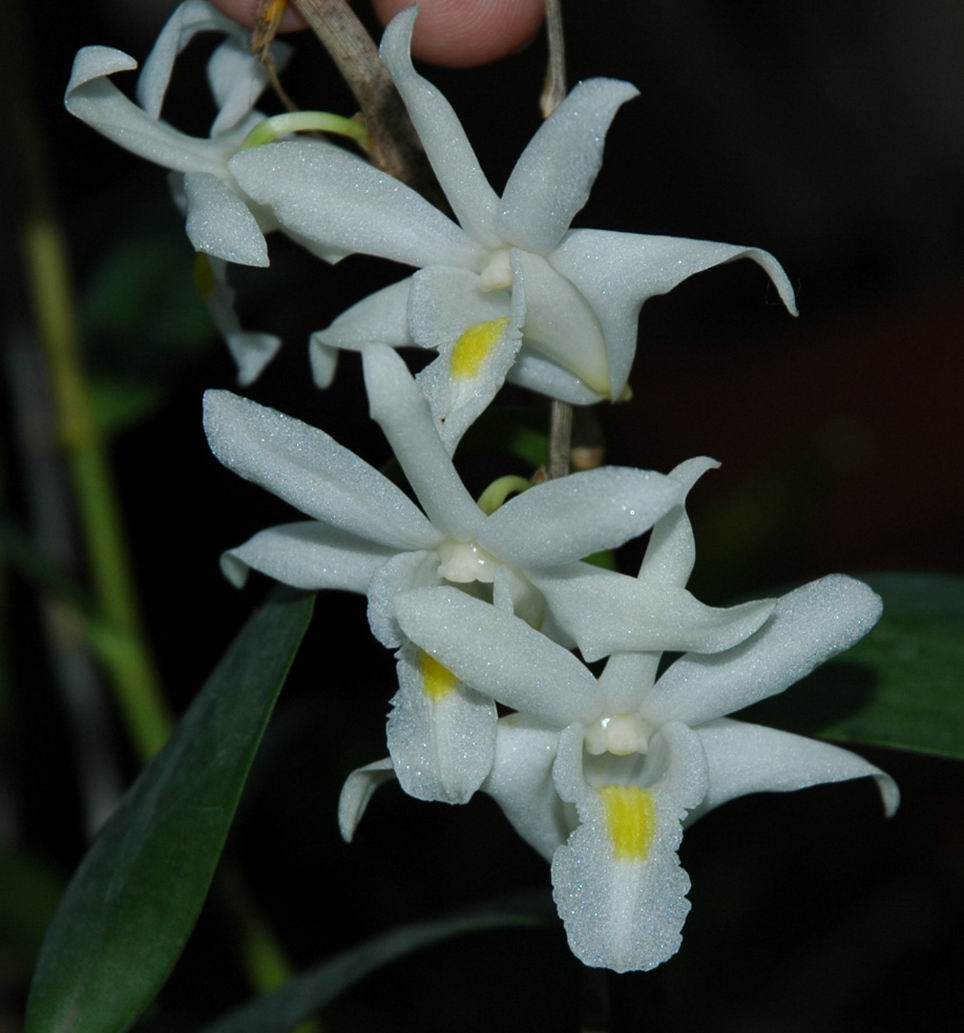
花序

鴿石斛常见於马来西亚和新加坡，自然生长在热带雨林中。鴿石斛常被种植在街道两旁以美化环境，适於布置花境和花坛，也适宜作为背景花卉材料。在马来西亚普渡大学（University Putra Malaysia）中，鴿石斛常见於校园中，一般生长在街道两旁雨豆樹的树干上。在野外，鴿石斛常见於槟城的阿依淡水坝（Air Itam Dam）和升旗山（Penang Hill）。

## 文化象征
在马来西亚的一些州，如霹靂州和彭亨州，鴿石斛与精神信仰有关。马来人社区会将鴿石斛种植在房前，一般是大门附近，用於避邪，保护家庭的安全。人们相信这种植物能阻挡邪恶的力量，防止它们进入屋内。